# Alchemilla triangularis
Alchemilla triangularis é uma espécie de rosácea do gênero Alchemilla, pertencente à família Rosaceae.